# Markos Vafiadis
Markos Vafiadis (græsk: Μάρκος Βαφιάδης) (født 28. januar 1906 i Theodosiopolis, død 23. februar 1992 i Athen), også kaldt general Markos, var en af hovedpersonerne i den græske borgerkrig (1946-1949).
Markos kom fra den græske middelklasse og interesserede sig allerede i sine unge år for europæisk politik.
Under den tyske besættelse af Grækenland tilsluttede Markos Vafiadis sig den største modstandsgruppe, den kommunistiske folkebefrielseshær ELAS under Aris Velouchiotis. I 1944 var han kommandør af den makedonske fløj af ELAS. Efter tyskernes tilbagetrækning i oktober 1944 gik ELAS mod genindsættelsen af monarkiet, som briterne ønskede. I slutningen af 1944 begyndte væbnede konflikter og en britisk militærintervention fulgte. I februar 1945 blev ELAS afvæbnet og demobiliseret.
I 1946 blev general Markos leder af den nye Grækenlands Demokratiske Hær (ΔΣΕ, Δημοκρατικός Στρατός Ελλάδας), som kæmpede for et socialistisk Grækenland. Markos var premierminister i en modregering, som blev dannet i Nordgrækenland i 1947.
Krigen mod centralregeringen fortsatte. General Markos havde som mål at skabe en ny type socialisme. Denne politiske retning blev kaldt "markonisme". Ifølge Markos' visioner skulle monopoler og større virksomheder nationaliseres. Markonismen ønskede dog ikke nationalisering af privat ejendom som huse, men kun den økonomiske og industrielle nationalisering for at sikre regeringens uafhængighed.
Efter at hans forsvarslinjer var brudt sammen, og Nordgrækenland blev generobret af centralregeringen, blev han nødt til at flygte til Sovjetunionen, hvor han levede tilbagetrukket som urmager i Pensa. Først efter 35 år kunne han i 1983 vende tilbage til Grækenland, og selv efter så mange år udløste hans ankomst mange protester. De ortodokse kommunister (KKE) ser ham i dag som deres forbillede, mens socialister og konservative betragter ham stadig som landsforræder.